# 黒保根運動公園
黒保根運動公園（くろほねうんどうこうえん）は、群馬県桐生市黒保根町にある公園。

## 概要
- わたらせ渓谷鐵道水沼駅近くにあり、昭和末期に広大な川原を整備し作られた。普段は、地元の人を中心に利用されているが、8月には運動場でくろほね夏まつりが開催され賑わいを見せる[1]。施設にはテニスコートや噴水などがある。
- 河津桜、ソメイヨシノ、プリンセスミヤビなど9種300本の桜がが植わっており、3月中旬～5月上旬まで楽しめる[2]。

## 沿革
- 1991年度 - 旧黒保根村時代の「水沼運動公園」で、平成３年度手づくり郷土賞（素材部門）受賞。
- 2013年度 - 「電源立地地域対策交付金事業」によりトイレ洋式便器設置工事が行われる[3]。

## 施設
- ソフトボール場

西面にはソフトボール場が2面、東面はソフトボール場が1面ある。ソフトボールの他にも、ラグビー・サッカー・グラウンドゴルフ等でも利用できる。
- テニスコート2面

## アクセス
- わたらせ渓谷鐡道水沼駅から徒歩1分